# Hans Boelsen
Hans Boelsen (Emden, 6 marzo 1894 – Francoforte, 24 ottobre 1960) è stato un generale tedesco. Fu tenente generale della Germania nazista durante la seconda guerra mondiale.

## Biografia

### Prima guerra mondiale
Hans Boelsen si arruolò volontario nell'esercito imperiale all'inizio di agosto 1914, nel 2. Badisches Grenadier-Regiment "Kaiser Wilhelm I." Nr. 110 ed il 22 ottobre 1914 fu trasferito al 4. Badisches Infanterie-Regiment Prinz Wilhelm Nr. 112. All'inizio di dicembre 1914, si arruolò nel 10. Württembergisches Infanterie-Regiment Nr. 180, come alfiere e fu promosso tenente il 21 giugno 1915.  Nella primavera del 1916, fu trasferito al Reserve-Infanterie-Regiment Nr. 247, ma a causa delle ferite riportate trascorse gran parte della seconda metà del 1916 in ospedale. All'inizio del 1917, si arruolò nel Infanterie-Regiment Nr. 476 e nell'estate del 1918 fu trasferito al servizio di stato maggiore. Durante la prima guerra mondiale, non solo fu ferito, ma gli furono conferite diverse decorazioni, come la Croce di Cavaliere dell'Ordine al Merito Militare del Württemberg ed entrambi le Croci di Ferro.

### Periodo interbellico
Dopo la fine della prima guerra mondiale, dopo un periodo di servizio nei Freikorps, fu arruolato nella Reichswehr, dalla quale venne congedato a metà del 1919, con il grado di sottotenente. Iniziò quindi gli studi civili e nel 1928 aveva conseguito due dottorati. A metà luglio del 1934, rientrò nella Reichswehr come capitano, nel 1° battaglione del 15. Infanterie-Regiment a Giessen e con l'espansione della Reichswehr, fu trasferito all'Infanterie-Regiment Gießen come comandante di compagnia il 1° ottobre 1934. Con la nascita della Wehrmacht fu trasferito all'Infanterie-Regiment 36 come comandante di compagnia il 15 ottobre 1935. Il 6 ottobre 1936 fu trasferito all'Infanterie-Regiment 115 come comandante di compagnia. Il 1° gennaio 1938 fu promosso maggiore ed il 10 novembre 1938 fu trasferito alla scuola di guerra di Hannover come istruttore di tattica. A metà agosto 1939 fu assegnato alla scuola di fanteria di Döberitz per due mesi.

### Seconda guerra mondiale
A metà ottobre 1939 fu trasferito al Generalkommando XXII. Armeekorps come aiutante di campo durante la campagna di Francia e fu promosso tenente colonnello il 1° marzo 1941. A metà maggio 1941 fu nominato comandante del II battaglione dello Schützen-Regiment 111, guidandolo nell'operazione Barbarossa. Fu ferito e dopo la guarigione passò un periodo in riserva, ma alla fine di luglio 1941, fu nominato comandante del Kradschützen-Bataillon 160. Il 17 novembre 1941 gli fu conferita la Croce d'Oro Tedesca, ma fu costretto a rinunciare al comando della sua unità a causa di una malattia. Dopo la guarigione il 1° marzo 1942 fu promosso colonnello e nel marzo 1942 fu trasferito alla scuola di fanteria di Döberitz, dove fu nominato comandante del III reparto di addestramento. A metà gennaio 1943, fu trasferito allo stato maggiore della Scuola di Fanteria di Döberitz e a metà maggio 1943 fu nominato comandante del Panzer-Grenadier-Regiment 111. Il 18 agosto 1943 fu citato nel Registro d'Onore dell'Esercito per un'azione nei pressi di Kotschetowka, l'11 e il 12 luglio 1943 ed il 17 settembre 1943 gli fu conferita la Croce di Cavaliere della Croce di Ferro. Il 1° novembre 1943 rinunciò al comando e fu trasferito nuovamente in riserva, ma a metà novembre 1943 fu assegnato al corso per comandanti dell'8ª Divisione a Döberitz per circa un mese.
All'inizio di marzo 1944 gli fu assegnato il comando della 29. Panzergrenadier-Division in Italia per due settimane ed all'inizio di aprile 1944 gli fu affidato il comando della 26. Panzer-Division, sempre in Italia, per un mese. A metà maggio 1944 gli fu affidato il comando della 114. Jäger-Division per due mesi, con la quale fu uno dei responsabili dell'Eccidio di Filetto. Il 1° giugno 1944 fu promosso a Maggiore Generale ed il 19 luglio 1944, gli fu nuovamente affidato il comando della 26. Panzer-Division. Fu nominato comandante della 18. Panzergrenadier-Division all'inizio di settembre 1944 e nel febbraio 1945 fu nuovamente trasferito in riserva. Il 1° marzo 1945 fu promosso a Tenente Generale e nel marzo del 1945 fu nominato comandante del settore di difesa costiera della Frisia, dove a fine mese fu fatto prigioniero dagli Alleati e rilasciato nell'estate del 1947.

## Onorificenze

### Onorificenze tedesche[4]
Il 17 agosto 1943 il nemico riuscì penetrare ampliamente a nord nel settore della vicina Divisione di sinistra con 3 brigate meccanizzate della Guardia, 1 brigata corazzata della Guardia, 1 reggimento corazzato e 3 divisioni fucilieri. Il giorno seguente, questa penetrazione venne estesa a sud e a ovest e le linee riconquistate di questa Divisione furono travolte. Ciò creò una minaccia immediata al fianco sinistro scoperto dell'11. Panzer-Div.
L'Oberst Boelsen e il suo reggimento erano schierati sull'ala sinistra della Divisione in quel momento e il comandante ricevette un messaggio di questi sviluppi. Rendendosi conto della gravità della situazione, agì senza attendere ordini, poiché questi non potevano essere attesi per un certo periodo a causa della situazione poco chiara. In quel momento il suo reggimento era impegnato in una controffensiva a est, ed era già costretto a schierare autisti e impiegati in prima linea. Tuttavia, prese alcuni uomini dalla linea e li condusse nella zona a ovest di Nikitowka-Belka. Lì radunò anche i granatieri dispersi della divisione vicina. A causa delle pesanti perdite dei suoi ufficiali, che portarono alla loro conseguente carenza, si pose personalmente alla testa di questi gruppi rastrellati. Con questi si lanciò contro le forze nemiche che lo inseguivano a gran velocità e fu in grado di respingerle con perdite sanguinose attraverso audaci controffensivi. Il primo ebbe luogo vicino a Grusskoje, poi vicino a Nowosselowka, Skrebowka e infine vicino a Baiwor.
In questo modo eresse una catena di centri di resistenza individuali da est a ovest lungo una linea del fronte larga diversi chilometri e rivolta a nord. Con questo indebolirono la potenza d'attacco nemica e ne frenarono l'avanzata verso sud.
Completando di propria iniziativa un'azione così coraggiosa e spietata, l'Oberst Boelsen riuscì a impedire al nemico di ripiegare sulla linea del fronte nord-sud in un momento molto critico. Ciò permise al XXIV. Panzer-Korps (situato a sud-est di Achtyrka) di completare le sue operazioni come previsto senza dover dislocare alcuna delle sue forze.
Oltre alle approvazioni più generiche, la seguente dichiarazione del comandante della 4. Panzerarmee (ovvero il Generaloberst Hoth) fornisce un'interessante panoramica del significato complessivo di questa azione